# The Musical Times
The Musical Times ist eine akademische Zeitschrift für klassische Musik und Musikwissenschaft, die in Großbritannien herausgegeben wird. Sie wurde 1844 von Alfred Novello gegründet, dem ältesten Sohn des Musikverlegers Vincent Novello, und erschien zunächst unter dem Titel The Musical Times and Singing Class Circular, seit Januar 1904 unter dem jetzigen Titel. Ursprünglich erschien die Zeitschrift monatlich, derzeit vierteljährlich. Sie ist auch online bei JSTOR und RILM erhältlich.
Frühere Herausgeber waren Frederick George Edwards (1897–1909), Harvey Grace, Stanley Sadie (1967–1987) und Eric Wen.